# Vlag van oblast Vologda
De vlag van oblast Vologda is in gebruik sinds 26 november 1997. De vlag is wit met een rode verticale baan langs de broeking, 1/5 van de vlaglengte. In de broektop staan het wapen van oblast Vologda, die een rechterhand tonen die uit de wolken steekt. De hand houdt een gouden kruisdragende orb vast, een symbool van autoriteit, soevereiniteit en de rechten van de oblast als federale onderdaan van de Russische Federatie. Achter de bol bevindt zich een zilveren zwaard met een gouden handvat dat staat voor geldigheid, de wet en de verdediging van het vaderland. Een keizerlijke Russische kroon midden op de bol herinnert aan de historische status van de regio. In staat rood voor autoriteit en moed, goud voor overvloed en zilver/wit staat voor adel, licht en zuiverheid.